# IC 469
IC 469 est une galaxie spirale intermédiaire située dans la constellation de Céphée. Sa vitesse par rapport au fond diffus cosmologique est de 2 055 ± 39 km/s, ce qui correspond à une distance de Hubble de 30,3 ± 2,2 Mpc (∼98,8 millions d'al). IC 469 a été découverte par l'astronome britannique William Frederick Denning en 1890.
La classe de luminosité d'IC 469 est I-II.

## Groupe de NGC 2276
IC 469 fait partie d'un groupe de galaxies d'au moins 13 membres, le groupe de NGC 2276. Les autres galaxies du catalogue NGC et du catalogue IC sont NGC 2268, NGC 2276, NGC 2300, IC 455, IC 499 et IC 512. S'ajoutent à ces 7 galaxies, les galaxies 3496, 3522, 3890, 4078, 4348 et 4612 du catalogue UGC.